# All That Echoes
All That Echoes to szósty album amerykańskiego piosenkarza i pisarza piosenek Josha Grobana, którego producentem jest Rob Cavallo. Płyta zadebiutowała na miejscu 1 na liście Billboard 200 sprzedając się w ilości 145 tysięcy egzemplarzy w pierwszym tygodniu. To trzecia płyta artysty, która sięgnęła szczytu. W Polsce krążek osiągnął miejsce 10. Z płyty pochodzi singiel "Brave", który stał się bardzo popularny w Polsce, będąc chociażby przez kilka tygodni na pierwszym miejscu listy przebojów Radia ZET. 

## Informacje o albumie
Oficjalny tytuł oraz projekt okładki zostały ujawnione 18 listopada 2012. W wolnym tłumaczeniu tytuł płyty brzmi "Wszystkie echa".

Od początku do końca, projekt ten emanuje całkowitą radością i inspiracją. Razem z Robem Cavallo i innymi świetnymi wspólnikami stworzyliśmy utwory, które łączą starość z nowością, światło z ciemnością życia i miłości... wszystkie te odgłosy naszej duszy. Ten album sprawił, że czuję się naprawdę dobrze i mam nadzieję, że na innych też tak podziała.

 Fani piosenkarza mogą nabywać specjalną wersję albumu na jego oficjalnej stronie, a także na innych witrynach. Pierwszy singiel "Brave" ukazał się 18 grudnia, 2012.
Tournée artysty All That Echoes tour, promujące płytę, zapełniło wszystkie największe hale. Obejmowało 60 przedstawień w Australii, Nowej Zelandii, Europie i Północnej Ameryce.

## Lista utworów
| Nr  | Tytuł utworu                                         | muzyka i tekst                                      | informacje                  | Długość |
| --- | ---------------------------------------------------- | --------------------------------------------------- | --------------------------- | ------- |
| 1.  | „Brave”                                              | Josh Groban, Tawgs Salter, Chantal Kreviazuk        | -                           | 3:59    |
| 2.  | „False Alarms”                                       | Groban, Lester Mendez                               | -                           | 4:33    |
| 3.  | „Falling Slowly”                                     | Glen Hansard, Markéta Irglová                       | -                           | 4:20    |
| 4.  | „She Moved Through the Fair”                         | piosenka tradycyjna                                 | -                           | 4:55    |
| 5.  | „Below the Line”                                     | Groban, Salter, Simon Wilcox                        | -                           | 3:28    |
| 6.  | „E ti prometterò (feat. Laura Pausini)”              | Groban, Mendez, Salter, Marco Marinangeli           | -                           | 3:56    |
| 7.  | „The Moon Is a Harsh Mistress”                       | Jimmy Webb                                          | -                           | 3:45    |
| 8.  | „Un alma más (feat. Arturo Sandoval)”                | Groban, Mendez, Salter, Claudia Brant               | -                           | 4:10    |
| 9.  | „Happy in My Heartache”                              | Groban, Salter                                      | -                           | 3:08    |
| 10. | „Hollow Talk”                                        | Jannis Makrigiannis, Anders Rhedin, Frederik Nordsø | -                           | 5:34    |
| 11. | „Sincera”                                            | Groban, Walter Afanasieff, Marinangeli              | -                           | 3:35    |
| 12. | „I Believe (When I Fall in Love It Will Be Forever)” | Stevie Wonder, Yvonne Wright                        | -                           | 5:58    |
| 13. | „Changing Colours”                                   | Tony Dekker                                         | Fan Edition                 | 4:48    |
| 14. | „Satellite”                                          | Dave Matthews                                       | Fan Edition                 | 4:15    |
| 15. | „Grazie”                                             | Groban, Afanasieff, Marinangeli                     | Fan Edition                 | 4:17    |
| 16. | „Play Me”                                            | Tom Catalano, Neil Diamond                          | Target edition bonus tracks | 3:28    |
|     |                                                      |                                                     |                             | 1:08:09 |

## Notowania
| Notowania                  | Pozycja |
| -------------------------- | ------- |
| Stany Zjednoczone          | 1       |
| Wielka Brytania            | 9       |
| Australia                  | 11      |
| Niemcy                     | 18      |
| Szwajcaria                 | 21      |
| Kanada                     | 1       |
| Holandia                   | 3       |
| Austria                    | 18      |
| Belgia (Region Waloński)   | 20      |
| Belgia (Region Flamandzki) | 38      |
| Polska                     | 10      |
| Nowa Zelandia              | 3       |
| Norwegia                   | 3       |
| Dania                      | 10      |
| Szwecja                    | 11      |
| Irlandia                   | 11      |
| Finlandia                  | 12      |
| Francja                    | 42      |

| Kraj            | Przyznający  | Certyfikat | Sprzedaż |
| --------------- | ------------ | ---------- | -------- |
| USA             | RIAA         | Złoto      | 500 000+ |
| Kanada          | Music Canada | Złoto      | 40 000+  |
| Wielka Brytania | BPI          | Srebro     | 60 000+  |